# M1dy
m1dy (pravo ime Yosei Watanabe) je japanski DJ i producent J-Corea i drum 'n' bassa.
Njegov nadimak je izvedenica kratice glazbenog formata MIDI, no poslije je nadimak pojednostavljen na "m1dy". Yosei se često uspoređuje s poznatijim japanskim DJ-em DJ Sharpnelom. Njegov drugi album Speedcore Dandy je objavljen u diskografskoj kući Sharpnelsound te često skupa sudjeluju na festivalima i zabavama. Par Yoseiovih pjesama se koristi za Dance Dance Revolutionovu igru Stepmania jer one imaju visoki BPM, pa su stoga vrlo pogodne za plesnu igru. Yosei objavljuje svoje albume u vlastitoj diskografskoj kući PORK koju je osnovao 2004. godine.

## Vanjske poveznice
- Diskografija
- Službeni blog
- MySpace stranica